# Cristóvão
Cristóvão Borges dos Santos (Salvador, 9 de junio de 1959), también conocido como Cristóvão o Cristóvão Borges, es un exfutbolista brasileño que actualmente ejerce de entrenador. Llegó a ser internacional con la selección de fútbol de Brasil en 1989.

## Trayectoria

### Como futbolista
| Club                | País   | Año       |
| ------------------- | ------ | --------- |
| Bahia               | Brasil | 1977-1978 |
| Fluminense          | Brasil | 1979-1983 |
| Operário-MS         | Brasil | 1983-1984 |
| Atlético Paranaense | Brasil | 1983      |
| Santa Cruz          | Brasil | 1984      |
| Atlético Paranaense | Brasil | 1985      |
| Corinthians         | Brasil | 1986-1987 |
| Grêmio              | Brasil | 1987-1989 |
| Guarani             | Brasil | 1989-1990 |
| Portuguesa          | Brasil | 1990-1993 |
| Atlético Mineiro    | Brasil | 1993      |
| Rio Branco          | Brasil | 1994      |

### Como entrenador
| Club                | País   | Año       |
| ------------------- | ------ | --------- |
| Vasco da Gama       | Brasil | 2011-2012 |
| Bahia               | Brasil | 2013      |
| Fluminense          | Brasil | 2014-2015 |
| Flamengo            | Brasil | 2015      |
| Atlético Paranaense | Brasil | 2015–2016 |
| Corinthians         | Brasil | 2016      |
| Vasco da Gama       | Brasil | 2017      |
| Atlético Goianiense | Brasil | 2020      |

## Palmarés

### Como jugador

#### Torneos regionales
| Título                | Equipo                    | Estado             | Año  |
| --------------------- | ------------------------- | ------------------ | ---- |
| Campeonato Baiano     | Esporte Clube Bahia       | Bahía              | 1977 |
| Campeonato Baiano     | Esporte Clube Bahia       | Bahía              | 1978 |
| Campeonato Carioca    | Fluminense Football Club  | Río de Janeiro     | 1980 |
| Campeonato Paranaense | Club Athletico Paranaense | Paraná             | 1983 |
| Campeonato Paranaense | Club Athletico Paranaense | Paraná             | 1985 |
| Campeonato Gaúcho     | Grêmio FBPA               | Río Grande del Sur | 1987 |
| Campeonato Gaúcho     | Grêmio FBPA               | Río Grande del Sur | 1988 |
| Campeonato Gaúcho     | Grêmio FBPA               | Río Grande del Sur | 1989 |

#### Torneos nacionales
| Título         | Equipo      | País   | Año  |
| -------------- | ----------- | ------ | ---- |
| Copa de Brasil | Grêmio FBPA | Brasil | 1989 |

#### Torneos internacionales
| Título               | Equipo              | Sede     | Año  |
| -------------------- | ------------------- | -------- | ---- |
| Juegos Panamericanos | Selección de Brasil | San Juan | 1979 |
| Copa América         | Selección de Brasil | Brasil   | 1989 |